# Libra rodesiana
La libra fue la unidad monetaria de la República de Rodesia desde 1964 hasta 1970. Se subdividía en 20 chelines, cada chelín constaba a su vez de 12 peniques.

## Historia
La libra rodesiana fue introducida a la circulación luego de la desintegración de la Federación de Rodesia y Nyasalandia, cuando Rodesia del Sur pasó a convertirse en la República de Rodesia. La libra Rodesiana reemplazó a la libra de Rodesia y Nyasalandia a la par, pero los billetes de la unidad monetaria sustituida siguieron circulando con normalidad.
En el año 1970 la libra rodesiana fue sustituida por una nueva moneda, el dólar rodesiano a razón de 1 libra = 2 dólares.

## Billetes
Los billetes se emitieron en denominaciones de diez chelines, una y cinco libras. En todos los billetes se puede apreciar el busto de la reina Isabel II.
Antes de la declaración unilateral de la independencia, Rodesia era un miembro de la zona esterlina. Los billetes eran emitidos y suministrados por las emisoras Bradbury Wilkinson del Reino Unido. Pero luego de la unilateral declaración de la independencia el gobierno británico expulsó de la zona esterlina a Rodesia y cortó el suministro del papel moneda. Esto muy pronto tuvo un efecto adverso para la economía de Rodesia, ya que la escasez de nuevos billetes y la condición de aquellos en la circulación comenzó a convertirse en una preocupación apremiante.
A principios del año 1966, el Banco de Reserva de Rhodesia ordenó la impresión de una serie completamente nueva de billetes de la libra rodesiana a la emisora alemana Giesecke & Devrient. Una orden judicial impidió que los billetes sean enviados a Rhodesia, y toda la orden fue destruida por las impresoras. Luego de ello, se emitieron algunos billestes propios en Rodesia entre 1966 y octubre de 1968.

## Monedas
En 1964 se introdujeron monedas en denominaciones de 6 peniques, 1, 2 y 2½ chelines, cada una poseía su valor en centavos (5, 10, 20 y 25 centavos, respectivamente), sin embargo Rodesia decimalizó recién en el año 1970. En 1968 se introdujo la moneda de 3 peniques (sin su valor en centavos). Todas las monedas tenían el título de la reina Isabel II en inglés, en lugar de en latín, como había sido el caso de las monedas de Rhodesia y Nyasalandia y Rhodesia del Sur.
| Denominación              | Emisión | Material     | Forma    |
| ------------------------- | ------- | ------------ | -------- |
| 3 peniques (2½ centavos)  | 1968    | Cupro-Níquel | Circular |
| 6 peniques (5 centavos)   | 1964    | Cupro-Níquel | Circular |
| 1 chelín (10 centavos)    | 1964    | Cupro-Níquel | Circular |
| 2 chelines (20 centavos)  | 1964    | Cupro-Níquel | Circular |
| 2½ chelines (25 centavos) | 1964    | Cupro-Níquel | Circular |